# Trágala
Por los serviles

no hubiera Unión

ni si pudieran

Constitución.

pero es preciso

roan el hueso.

y el liberal

les dirá eso:

Trágala, trágala

Trágala, trágala

Trágala, trágala

Trágala, perro.  
El Trágala fou una cançó que els liberals espanyols utilitzaven per humiliar els absolutistes després del pronunciament militar de Rafael de Riego a Cabezas de San Juan, al començament del període conegut com a Trienni Liberal. Particularment la sàtira es dirigeix contra Ferran VII, que en 1820 va ser obligat a jurar la Constitució de Cadis quan va pronunciar la seva famosa frase «Marxem francament, i jo el primer, per la senda constitucional». Es diu que propi General Rafael de Riego va ordenar, en entrar a Madrid, que es difongués aquesta composició. Evidentment, després de la intervenció de les potències de la Santa Aliança (expedició francesa dels Cent Mil Fills de Sant Lluís al comandament del duc d'Angulema), va passar a ser un símbol de la resistència contra la repressió política de la Dècada Ominosa.
El model d'aquesta i altres cançons polítiques van ser sens dubte les cançons propagandístiques de la Revolució francesa, com el Ah! ça ira, amb el qual té alguna similitud en la seva sonoritat.
Igual que altres expressions, com el «Visca la Pepa!», el seu sentit original es va estendre amb un significat una mica diferent, i «trágala» ha passat a significar en el llenguatge col·loquial 'imposició'.
El Trágala, amb diferents lletres, es va seguir cantant a Espanya com a símbol esquerrà contra la dreta i anticlerical contra l'Església catòlica i republicà contra la monarquia en diferents conjuntures històriques, notablement durant la Segona República i la Guerra Civil Espanyola. Va haver-hi moltes versions de la lletra d'autoria anònima i popular.